# Дарлінгтон (Пенсільванія)
Дарлінгтон (англ. Darlington) — місто (англ. borough) в США, в окрузі Бівер штату Пенсільванія. Населення — 249 осіб (2020).

## Географія
Дарлінгтон розташований за координатами 40°48′37″ пн. ш. 80°25′27″ зх. д. / 40.81028° пн. ш. 80.42417° зх. д. (40.810160, -80.424189).  За даними Бюро перепису населення США в 2010 році місто мало площу 0,21 км², уся площа — суходіл.

## Демографія
Згідно з переписом 2010 року, у селищі мешкали 254 особи в 96 домогосподарствах у складі 62 родин. Густота населення становила 1193 особи/км².  Було 114 помешкання (536/км²).
Расовий склад населення:
| - 98,8 % — білих - 1,2 % — азіатів |

До двох чи більше рас належало 0,0 %. Частка іспаномовних становила 0,4 % від усіх жителів.
За віковим діапазоном населення розподілялося таким чином: 32,3 % — особи молодші 18 років, 51,6 % — особи у віці 18—64 років, 16,1 % — особи у віці 65 років та старші. Медіана віку мешканця становила 35,0 року. На 100 осіб жіночої статі у селищі припадало 95,4 чоловіків;  на 100 жінок у віці від 18 років та старших — 95,5 чоловіків також старших 18 років.
Середній дохід на одне домашнє господарство  становив 48 660 доларів США (медіана — 38 750), а середній дохід на одну сім'ю — 49 265 доларів (медіана — 38 500). За межею бідності перебувало 41,2 % осіб, у тому числі 63,0 % дітей у віці до 18 років та 13,5 % осіб у віці 65 років та старших.
Цивільне працевлаштоване населення становило 114 осіб. Основні галузі зайнятості: роздрібна торгівля — 20,2 %, освіта, охорона здоров'я та соціальна допомога — 14,0 %, виробництво — 13,2 %.